# Alexandru Chipciu
Alexandru Mihăiță Chipciu, né le 18 mai 1989 à Brăila en Roumanie, est un footballeur international roumain, qui évolue à l'Universitatea Cluj.

## Carrière

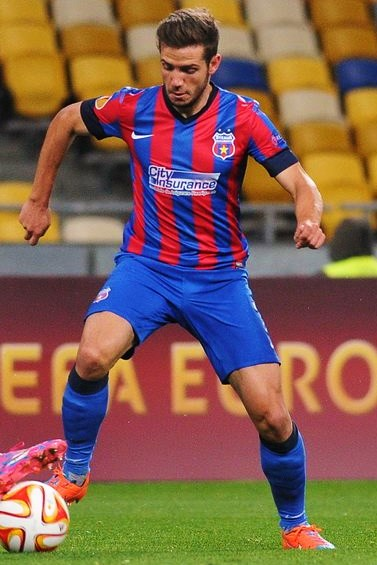
Chipciu en 2014 sous le maillot de Steaua Bucarest

### En club
Le 21 décembre 2011, il signe un contrat de 5 ans avec le Steaua Bucarest pour 1,2 million                      d'euros.
Il s'y installe en tant que titulaire indiscutable à partir de la saison 2012-2013.
En juillet 2016, il signe pour 4 ans au RSC Anderlecht pour 3,5 millions d'euros.

### En sélection nationale
En 2011, il enregistre sa première sélection avec la Roumanie pour un match contre Saint-Marin.
Le 22 mars 2013, il inscrit un but face à la Hongrie. Ce match compte pour les éliminatoires de la Coupe du monde 2014.

### Style de jeu
Alin Stoica, ancien international roumain et ancien joueur d'Anderlecht décrit Chipciu comme un joueur « rapide, puissant et avec un style très offensif. » Par contre, il déplore son manque de créativité. Il l'a aussi comparé à son ancien camarade chez les Mauves, Bart Goor .

## Palmarès

### Club
| - Steaua Bucarest - Championnat de Roumanie : - Vainqueur (3) : 2012-2013, 2013-2014, 2014-2015 - Supercoupe de Roumanie : - Vainqueur (1) : 2013 - Coupe de Roumanie : - Vainqueur (1) : 2014-2015 - Coupe de la Ligue roumaine : - Vainqueur (1) : 2014-2015 |  | - Anderlecht - Championnat de Belgique : - Vainqueur (1) : 2016-2017 - Supercoupe de Belgique : - Vainqueur (1) : 2017 - CFR Cluj - Championnat de Roumanie : - Vainqueur (2) : 2019-2020, 2020-2021 - Supercoupe de Roumanie : - Vainqueur (1) : 2020 |